# Stone Temple Pilots
A Stone Temple Pilots egy amerikai rockegyüttes, amely 1986-ban alakult San Diegóban. A zenekart Scott Weiland énekes, a két testvér Dean DeLeo gitáros és Robert DeLeo basszusgitáros, valamint Eric Kretz dobos alkotja. Első albumukat Core címmel adták ki 1992-ben, amelyen a hard rock és az akkor kibontakozó grunge műfajok keveréke hallható. A lemez azonnali siker lett, 2001-ig csak az Egyesült Államokban 8 millió példányban kelt el. A lemez kiadása után a Stone Temple Pilots kereskedelmileg az 1990-es évek egyik legsikeresebb rockegyüttese lett. A következő albumaikon a pszichedelikus rock és a bossa nova stíluselemei is felbukkantak a grunge és a klasszikus rock elemek mellett. Öt nagylemez kiadása után, 2003-ban bejelentették feloszlásukat, majd 2008-ban újjáalakultak és 2010-ben kiadták a Stone Temple Pilots című visszatérő albumukat. 2013 februárjában azonban a zenekar bejelentette, hogy kirúgják Scott Weilandot. Az énekes erről csak az aznap reggeli órákban szerzett tudomást. A zenekar nem indokolta döntését. Az új énekes a Linkin Parkból ismert Chester Bennington lett.
Az együttesnek összesen 16 kislemeze került fel a Billboard rocklistájára, amelyek közül nyolc volt listavezető. Hat stúdióalbumuk közül mindegyik bekerült az amerikai Billboard 200 Top10-be, melyek közül az 1994-es Purple listaelső volt. 1994-ben a Plush dal nyomán Grammy díjat nyertek Best Hard Rock Performance kategóriában. Pályafutásuk során több mint 70 millió albumot adtak el, ebből 17,5 milliót az Amerikai Egyesült Államokban. A VH1 zenecsatorna 100 Greatest Hard Rock Artists listáján a 40. helyre sorolta a zenekart.

## Diszkográfia
- Core (1992)
- Purple (1994)
- Tiny Music... Songs from the Vatican Gift Shop (1996)
- No. 4 (1999)
- Shangri-La Dee Da (2001)
- Stone Temple Pilots (2010)
- Stone Temple Pilots (2018)
- Perdida (2020)